# Großbodungen
Großbodungen este o comună din landul Turingia, Germania.